# Odden, Svendborg
Odden är en ö i Danmark. Den ligger i Region Syddanmark, i den södra delen av landet. På ön finns gräs och sumpmarker.